# جمهوری خودگردان تالش-مغان
جمهوری خودگردان تالش-مغان  (به تالشی:Tolış_Mığon Mıxtor respublika) یا جمهوری تالش، تالشیه، یک جمهوری خودگردان به ریاست‌جمهوری علی‌اکرم همت‌زاده بود که اکنون به ریاست جمهوری بوریس تالشسنکی ادارهٔ تالش گشتاسبی را در تبعید بر عهده دارد این جمهوری در جنوب خاوری منطقهٔ خاک جمهوری آذربایجان قرار دارد و از تعداد اندک جمعیت‌هایی از شهرها و رایونهای آستارا، لریک، لنکران، ماساللی، یاردیملی، جلیل‌آباد و بیله‌سوار تشکیل شده. از نظر جغرافیایی، جمهوری خودخواندهٔ تالش-مغان منطقهٔ نیمهٔ کوچکی از مناطق پایینِ رود ارس در جمهوری آذربایجان را شامل می‌شود.
حیدر علی‌اف رئیس‌جمهور وقت جمهوری آذربایجان با نیرنگ این جمهوری را سرکوب کرد. علی‌اکرم همت‌زاده بنیان‌گذار جمهوری تالش–مغان به‌درخواست حیدر علی‌اف رئیس‌جمهور وقت جمهوری آذربایجان نیروهایی را برای کمک به جبههٔ آذربایجان در قره‌باغ اعزام کرد اما در آن شرایط، نیروهای نظامی حیدر علی‌اف به لنکران حمله کرده و جمهوری تالش مغان را سرنگون و همت علی‌اف را بازداشت کردند. پس از به قدرت رسیدن حیدر علیف حدود ده‌هزار تن از مردم تالش شهر لنکران در مقابل مقر همت‌اف تظاهرات کرده و خواستار خلع او از قدرت شدند.
مسئلهٔ بازگشت این منطقه به ایران همواره مطرح بوده‌است. محمدعلی فروغی در مذاکرات خود با نماینده رسول‌زاده در کنفرانس صلح پاریس یکی از خواسته‌های ایران را پیرامون بازگشت مغان تالش به خاک ایران مطرح ساخت. پس از انحلال این جمهوری، هواداران آن در کنفرانس‌های مختلف خواستهٔ خود برای الحاق به ایران را پیگیری می‌کنند.

## شکل‌گیری
در اوایل ماه ژوئن سال ۱۹۹۳ در شهر گنجه با رهبری «صورت حسین‌اف» حوادثی رخ داد. اولین کسانی که در کشور از «صورت حسین‌اوف» جانبداری کردند و به دفاع از او برخاستند. گروهی از نیروهای میهن‌پرست لنکرانی بودند که رأس آن‌ها سرهنگ بازنشسته علی‌اکرم همت‌اف قرار داشت.
در ۱۵ ژوئن ۱۹۹۳، شورای شهر لنکران در جلسهٔ فوق‌العادهٔ خود نسبت به شهردار سلب اعتماد کرده و اختیارات وی را به «علی‌اکرم همت‌اف» واگذار کردند به همین شکل مخالفت مردمی و نظامی در شهر لنکران علیه حکومت شکل گرفت.
در ۲۱ ژوئن ۱۹۹۳، رهبری واحد نظامی «۱۷» اطلاعیه‌ای خطاب به مردم صادر کرد، در این بیانیه آمده بود: «در اوضاع بحرانی که در نتیجهٔ فقدان حکومت و هرج‌ومرج در کشور به وجود آمده‌است واحد نظامی "۱۷" در مقابل مردم احساس مسئولیت خود را درک کرده و تأمین امنیت مردم مناطق آستارا، لنکران، لریک، یاردیلمی، ماسالی، جلیل‌آباد و بیله‌سوار را بر عهده خود گرفته و در این منطقه جمهوری خودمختار تالش-مغان را اعلام می‌کند.»
در ۱۷ اوت، با توجه به موانع قابل‌تصور و غیرقابل‌تصور، انتخابات خلق جمهوری خودمختاری تالش–مغان برگزار شد و از هفت منطقهٔ مذکور ۲۱۶ نماینده از ۲۵۰ نماینده انتخاب شده و در مجلس حضور یافتند. در نخستین جلسه به اتفاق آرا ایجاد جمهوری خودمختار تالش–مغان در قالب جمهوری آذربایجان را تصویب کردند؛ و در جلسهٔ بعدی لایحهٔ تدوین قانون اساسی آن جمهوری تصویب شد و «علی‌اکرم همت‌اف» به‌عنوان رئیس‌جمهور موقت جمهوری خودمختار تالش–مغان و «فخرالدین عباسف» به‌عنوان رئیس مجلس خلق انتخاب گردیدند. همچنین ترتیب کار مجلس خلق و روز انتخابات ریاست‌جمهوری مشخص شد و کمیسیونی مأمور تهیه و تدوین قانون اساسی گردید و رنگ و آرم پرچم جمهوری خودمختار تالش–مغان نیز تصویب شد.
در نهایت در تاریخ ۲۴ اوت سال ۱۹۹۳ در پیِ تهاجم گستردهٔ نیروهای دولتی، سربازان تالش برای حفظ کشور و هویت خود جنگیدند. این جنگی نابرابر بود و سرانجام برای اینکه خونریزی بیشتر نشود، علی‌اکرم همت‌زاده تصمیم گرفت تا تسلیم بشوند تا به جان و مال مردم آسیب بیشتری وارد نشود. بعد از تسلیم شدن، حدود ۲۰ نفر از مقامات کشورِ تالش به زندان رفتند.
پس از ده سال با فشارهای شورای اروپا بر دولت آذربایجان علی اکرم همت‌اف آزاد شده و با پناهندگی سیاسی در هلند به سر می‌برد و به مبارزهٔ سیاسی خود ادامه می‌دهد هلال محمدف و فخردین عباسف (نخست‌وزیر و رئیس مجلس جمهوری خودمختار تالش) از مسکو به داخل آذربایجان برگشته‌اند تا حقوق و هویت تالشان را احیا کنند.
سه هدف عمدهٔ تحولات سال ۱۹۹۳ در تالش شمالی عبارتند از: «میل به آزادی‌های مردم‌سالار پس از فروپاشی شوروی»، «مقابله با اندیشه‌های پان‌ترکیسم» و «حفظ هویت قومی». این قوم با وجود حدود دو قرن جدایی از خاک ایران، هرگز ایرانی بودن خویش را فراموش نکرده‌اند.

## درخواست الحاق به ایران
۳۰ سال پس از انحلال جمهوری، انجمن تالش‌های ساکن روسیه سی‌امین سالگرد تأسیس جمهوری تالش–مغان را در شهر یکاترینبورگ جشن گرفتند. زابیل محرم‌اف فعال رسانه‌ای تالش در مسکو که برای سخنرانی در مورد مبارزه و شخصیت همت‌زاده به تهران نیز دعوت شده بود به روزنامهٔ ایران گفته‌است: «ما اگرچه شهروند روسیه هستیم اما خودِ روس‌ها ما را به‌عنوان ایرانی می‌شناسند. ما رهبر ایران را رهبر خودمان و رئیس‌جمهور ایران را رئیس‌جمهور خودمان می‌دانیم و تلاش می‌کنیم مثل یک پل بین روسیه و ایران نقش بازی کنیم. رفته‌رفته اعتماد هر دو طرف به ما جلب شده و حالا هم روسیه و هم ایران می‌خواهند که نقش پررنگ‌تری در این زمینه داشته باشیم». گذشته از این روس‌ها می‌دانند ما در جمهوری باکو چقدر مورد ستم بوده و هستیم و پس از فروپاشی جمهوری تالش-مغان چه بدبختی‌هایی که نکشیده‌ایم. برای همین احترام ما را نگه می‌دارند و به ما لطف بیشتری نسبت به سایر گروه‌های قومی یا مهاجران دارند. به‌عنوان مثال سال گذشته برای برگزاری عید نوروز محدودیت قائل شده بودند که اقوام مختلف جغرافیای ایران فرهنگی با پرچم خودشان در مراسم شرکت نکنند اما به ما این اجازه داده شد. خیلی‌ها به من می‌گویند کاش تالش‌های تالشستان باکو می‌توانستند جمهوری تالش–مغان را حفظ کنند و کشور خودشان را داشته باشند. اما من در پاسخ به این دوستان می‌گویم که کشور ما ایران است و ما نیازی به کشور دیگری نداریم. همان وقت هم که جمهوری تالش–مغان با مرکزیت لنکران تشکیل شد، درنهایت خواستار پیوستن به ایران بود».